# Delphinium anthriscifolium
Delphinium anthriscifolium là một loài thực vật có hoa trong họ Mao lương. Loài này được Hance mô tả khoa học đầu tiên năm 1868.